# Flandern-Rundfahrt 1981
Die Flandern-Rundfahrt 1981 war die 65. Austragung der Flandern-Rundfahrt, eines eintägigen Straßenradrennens. Es wurde am 5. April 1981 über eine Distanz von 267 km ausgetragen.
Das Rennen wurde von Hennie Kuiper vor Frits Pirard und Jan Raas gewonnen.

## Teilnehmende Mannschaften
| DAF Trucks-Côte d'Or-Gazelle Boule d'Or-Colnago-Sunair-Colnago TI-Raleigh-Creda | Peugeor-Shell-Michelin La Redoute-Motobécane Vermeer-Thijs | Splendor-Wickes Bouwmarkt Cilo-Aufina Capri Sonne–Koga Miyata | Boston-Mavic Safir-Ludo-Galli Magniflex-Olmo | Fangio-Sapeco HB Alarmsystemen Famcucine-Campagnolo | Eurobouw–Rossin Sem-France Loire-Campagnolo Masta-H. Peeters-B.B.S. |

## Ergebnis
| \| Gesamtwertung \| Gesamtwertung \| Gesamtwertung \| Gesamtwertung \| Gesamtwertung \| \| Fahrer \| Fahrer \| Land \| Team \| Zeit \| \| ------------- \| ---------------------- \| ------------- \| ---------------------------- \| --------------- \| \| 1. \| Hennie Kuiper \| Niederlande \| DAF Trucks-Côte d'Or-Gazelle \| 6 h 32 min 37 s \| \| 2. \| Frits Pirard \| Niederlande \| Boule d'Or-Sunair-Colnago \| + 1 min 03 s \| \| 3. \| Jan Raas \| Niederlande \| TI-Raleigh-Creda \| + 1 min 06 s \| \| 4. \| Jacques Bossis \| Frankreich \| Peugeot-Esso-Michelin \| + 1 min 06 s \| \| 5. \| Jean-Luc Vandenbroucke \| Belgien \| La Redoute-Motobécane \| + 1 min 06 s \| \| 6. \| Roger De Vlaeminck \| Belgien \| DAF Trucks-Côte d'Or-Gazelle \| + 1 min 13 s \| \| 7. \| Alfons De Wolf \| Belgien \| Vermeer-Thijs \| + 1 min 13 s \| \| 8. \| Sean Kelly \| Irland \| Splendor-Wickes Bouwmarkt \| + 1 min 13 s \| \| 9. \| Stefan Mutter \| Schweiz \| Cilo-Aufina \| + 1 min 13 s \| \| 10. \| Daniel Willems \| Belgien \| Capri Sonne-Koga Miyata \| + 1 min 13 s \| |                        |             |                              |                 |
| |                        |             |                              |                 |
| |                        |             |                              |                 |
| Gesamtwertung |                        |             |                              |                 |
| Fahrer | Fahrer                 | Land        | Team                         | Zeit            |
| 1. | Hennie Kuiper          | Niederlande | DAF Trucks-Côte d'Or-Gazelle | 6 h 32 min 37 s |
| 2. | Frits Pirard           | Niederlande | Boule d'Or-Sunair-Colnago    | + 1 min 03 s    |
| 3. | Jan Raas               | Niederlande | TI-Raleigh-Creda             | + 1 min 06 s    |
| 4. | Jacques Bossis         | Frankreich  | Peugeot-Esso-Michelin        | + 1 min 06 s    |
| 5. | Jean-Luc Vandenbroucke | Belgien     | La Redoute-Motobécane        | + 1 min 06 s    |
| 6. | Roger De Vlaeminck     | Belgien     | DAF Trucks-Côte d'Or-Gazelle | + 1 min 13 s    |
| 7. | Alfons De Wolf         | Belgien     | Vermeer-Thijs                | + 1 min 13 s    |
| 8. | Sean Kelly             | Irland      | Splendor-Wickes Bouwmarkt    | + 1 min 13 s    |
| 9. | Stefan Mutter          | Schweiz     | Cilo-Aufina                  | + 1 min 13 s    |
| 10. | Daniel Willems         | Belgien     | Capri Sonne-Koga Miyata      | + 1 min 13 s    |